# Kami Cotler

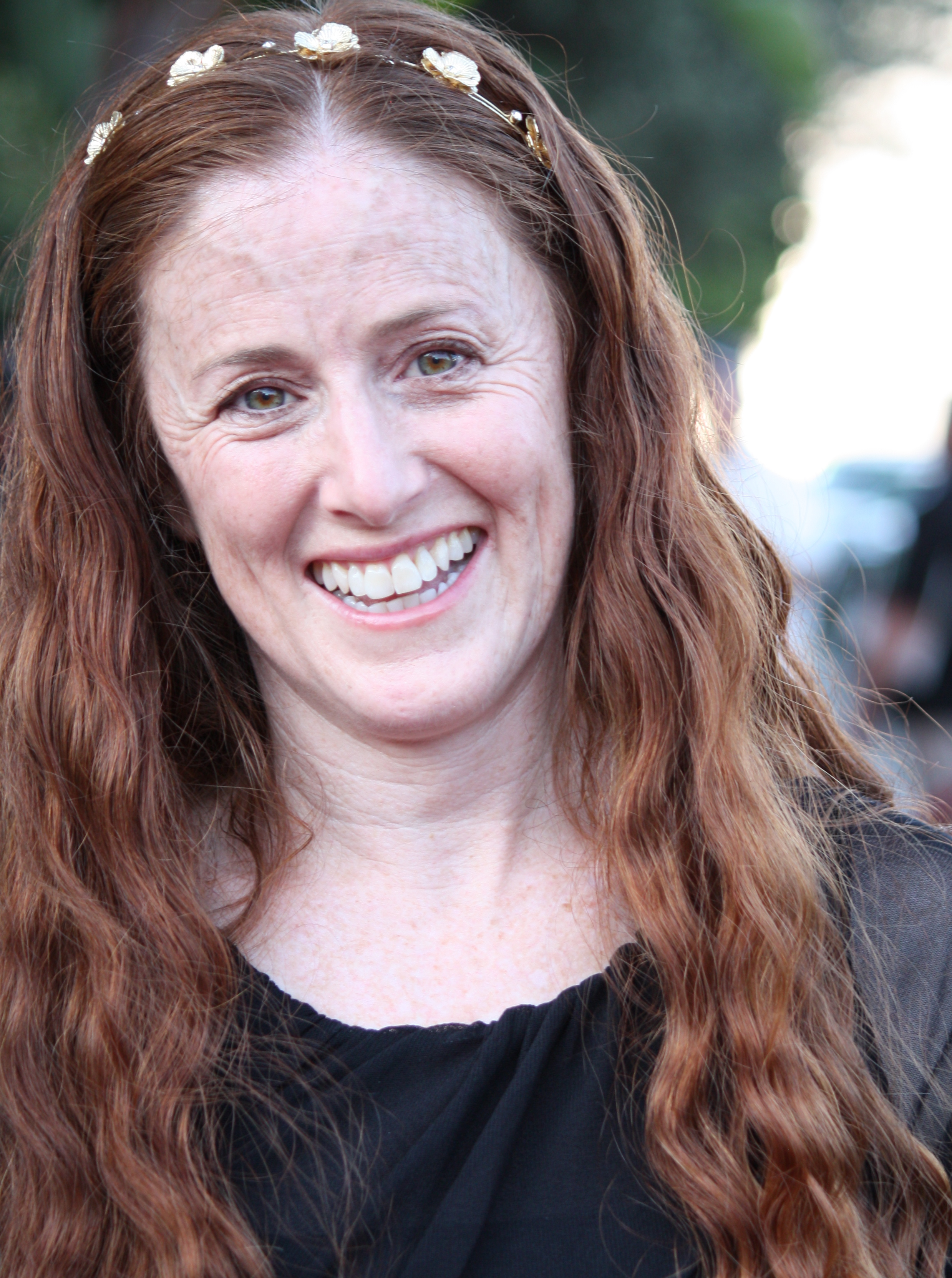
Kami Cotler (2012)

Kami Cotler (* 17. Juni 1965 in Long Beach, Kalifornien) ist eine US-amerikanische Schauspielerin.
Kami Cotler spielte in der US-Serie Die Waltons die Rolle der Elizabeth Walton, des jüngsten der Walton-Kinder. Sie nimmt an zahlreichen Walton-Fantreffen, Zusammenkünften und Fernsehspecials teil.
Cotler ist Schulleiterin in Los Angeles. Ihre Schauspielkarriere hat sie nicht weiter verfolgt. Sie ist verheiratet und hat zwei Kinder.

## Filmografie
- 1971: Die Waltons (The Homecoming: A Christmas Story, Pilotfilm)
- 1972–1981: Die Waltons (Fernsehserie, 221 Folgen)
- 1972: So ein Affentheater (Me and the Chimp, Fernsehserie, 13 Folgen)
- 1972: Die 250.000-Dollar-Puppe (The Heist, Fernsehfilm)
- 1982: Die Waltons: Hochzeit mit Hindernissen (A Wedding on Walton’s Mountain, Fernsehfilm)
- 1982: Die Waltons: Muttertag (Mother’s Day on Waltons Mountain, Fernsehfilm)
- 1982: Die Waltons: Ein großer Tag für Elizabeth (A Day for Thanks on Walton’s Mountain, Fernsehfilm)
- 1993: Die Waltons: Das Familientreffen der Waltons (A Walton Thanksgiving Reunion, Fernsehfilm)
- 1995: Die Waltons: Eine Walton-Hochzeit (A Walton Wedding, Fernsehfilm)
- 1997: Die Waltons: Nachwuchs für John Boy (A Walton Easter, Fernsehfilm)
- 2010: A Walton’s Family Reunion (Dokumentation über die Waltons)
- 2018: Christmas on Honeysuckle Lane (Fernsehfilm)